# 史久芸
史久芸（1897年—1961年），字芸生。浙江余姚人，民国出版人，曾任商务印书馆经理，为民国出版业作出特殊贡献。

## 生平
大清光緒丁酉（1897年）正月二十日巳十生于上海。史氏毕生服膺出版业，自1915年年仅18歲就任至于商务印书馆。早年考入商務印書館所创设的商業補習學校，毕业后即留馆工作，从事財務及管理。历任商务印书馆哈爾濱分館會計主任、總館人事股股長、人事科科長、平版印刷廠廠長等职务。1936年6月，当选中国工商管理协会理事。
抗日戰爭時期，因战乱輾轉香港、四川、重庆，当时重庆为抗战时民国陪都，史任商務印書館駐渝（重庆）辦事處第一組主任、经理，在極度困苦的条件下经营出版业，開拓中国西南出版业和维持中国抗战出版业作出特殊贡献，1943年任商务印书馆協理（相当于今副总经理），1947年任商务印书馆代经理、经理。对陈寅恪学问颇为钦佩，曾协助陈出版学术著作，二人交谊文物今存清华大学校史馆。1951年，任商務印書館總駐京辦事處主任。1961年在北京逝世。
今存商务印书馆老档案多有史的签名，流传于各大拍卖行，其历史流失仍成谜。

## 家族
史氏籍貫浙江余姚。父史翊經。
与史久镛、史美伦、史济樵同族。侄子史晓风为教育家。